# Alto de Udana
Die Alto de Udana ist eine 515 Meter hohe Passstraße im spanischen Baskenland, die Oñati im Westen mit Legazpi im Norden über die BI-2630 verbindet.

## Streckenführung
Die Westauffahrt der Alto de Udana beginnt in Oñati und führt für 7,2 Kilometer mit einer durchschnittlichen Steigung von 3,7 % auf die Passhöhe. Die ersten drei Kilometer weisen nur geringe Steigungsprozente auf und die Straße führt auf geradem Weg durch teil bebautes Gebiet in Richtung Westen. Im Anschluss verändert sich das Erscheinungsbild des Passes und die Steigung steigt im Schnitt auf rund 5 % an. Vier Kehren führen durch bewaldetes Gebiet auf die Passhöhe, die sich in einer weiten Linkskurve befindet.
Die Nordauffahrt von Legazpi ist mit einer Länge von 3,6 Kilometer deutlich kürzer. Sie beginnt beim Museo del Hierro Vasco und weist eine durchschnittliche Steigung von nur 2,4 % auf, wobei maximale Steigungsprozente von 5 % erreicht werden.

## Radsport

### Vuelta a España
Bei der Vuelta a España wurde erstmals im Jahr 1959 eine Bergwertung auf der Alto de Udana abgenommen. Der Anstieg wurde zur Hälfte der abschließenden 17. Etappe befahren, die in einer Schleife mit Start und Ziel in Bilbao ausgetragen wurde. Die Fahrer absolvierten die Westauffahrt von Oñati, die als Bergwertung der 2. Kategorie klassifiziert wurde. Mit Antonio Karmany erreichte ein Spanier als erster Fahrer die Passhöhe. Im Jahr 1963 kehrte die Alto de Udana ins Programm der Spanien-Rundfahrt zurück, wobei auf der 6. Etappe erneut die Westauffahrt genutzt wurde. Diesmal sicherte sich der Spanier Carlos Echevarria die Bergwertung der 2. Kategorie.
Nach längerer Abwesenheit führte die Vuelta a España auf der Auftaktetappe des Jahres 2020 ein drittes Mal über den Alto de Udana. Diesmal wurde der Pass aus nördlicher Richtung befahren und als Bergwertung der 3. Kategorie klassifiziert. Erstmals führte mit Quentin Jauregui ein Franzose über die Passhöhe.
| Jahr | Etappe     | Bergwertung  | Fahrer            | Auffahrt |
| ---- | ---------- | ------------ | ----------------- | -------- |
| 1959 | 17. Etappe | 2. Kategorie | Antonio Karmany   | West     |
| 1963 | 06. Etappe | 2. Kategorie | Carlos Echevarria | West     |
| 2020 | 01. Etappe | 3. Kategorie | Quentin Jauregui  | Nord     |

### Tour de France
Bei der Tour de France 2023 wurde die Alto de Udana unter dem Namen Col d'Udana auf der 2. Etappe überquert. Die Fahrer absolvierten die Westauffahrt, die als Bergwertung der 3. Kategorie klassifiziert. Mit Neilson Powless führte ein US-Amerikaner über die Passhöhe.
| Jahr | Etappe     | Bergwertung  | Fahrer          | Auffahrt |
| ---- | ---------- | ------------ | --------------- | -------- |
| 2023 | 02. Etappe | 3. Kategorie | Neilson Powless | West     |